# كرة القدم في لبنان
كرة القدم هي الرياضة الأكثر شعبية في لبنان، (بالإنجليزية: Football in Lebanon)‏ يحكمها الاتحاد اللبناني لكرة القدم، وتعد أكثر أندية البلاد دعمًا هي أنصار ونجمة مع اكتسب نادي العهد شعبية في السنوات الأخيرة.

## التاريخ

### ولادة كرة القدم اللبنانية

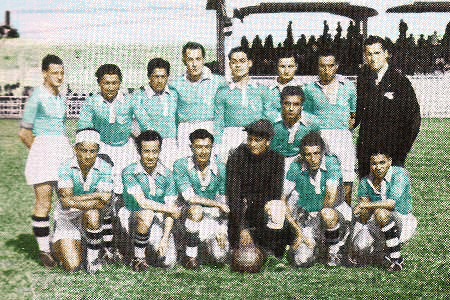
سيكا كلوب بيروت في مباراة افتتاح ملعب بيروت البلدي في عام 1935.

ظهرت كرة القدم لأول مرة في لبنان عام 1908 التي كانت آنذاك إحدى مقاطعات الدولة العثمانية، تبنى الشباب اللبناني كرة القدم بسرعة وكانت شائعةً بشكل خاص لدى طلاب الجامعة الأمريكية في بيروت (AUB)، وبعد الحرب العالمية الأولى تمكن الاحتلال الفرنسي من جعل لبنان محمية فرنسية تحت ولاية عصبة الأمم، أصبحت كرة القدم ذات شعبية كبيرة لدى الجنود الفرنسيين في المجتمع المسيحي المحلي.
تأسست أول أندية لبنانية في عشرينيات القرن العشرين، لكن الموسم الأول من بطولة كرة القدم اللبنانية كان في عام 1933، وفي 22 مارس 1933 اجتمع ممثلون عن ثلاث عشرة جمعية في مدينة ميناء الحصن لتشكيل الاتحاد اللبناني لكرة القدم مع الصحفي اللبناني نصيف مجدلاني الذي ساعد في تشكيله. انضمت لبنان إلى الاتحاد الدولي لكرة القدم (FIFA) في عام 1935 وإلى الاتحاد الآسيوي لكرة القدم في عام 1964، بدأ الدوري اللبناني الممتاز في نفس العام الذي تم فيه تشكيل الاتحاد حيث فاز النهضة باللقب الأول، بدأ النشاط الأول للمنتخب اللبناني في العام التالي، وفي عام 1934 لعب نادي بيروت الحادي عشر -الذي يمثل لبنان- مباراتين ضد فريق T.A.C الروماني: كانت هذه المباريات غير الرسمية أول مباراة للفريق الوطني، بينما كانت أول مباراة رسمية للفريق الوطني للفيفا هي خسارة 5-1 أمام منتخب فلسطين الانتدابية لكرة القدم في 27 أبريل 1940 حيث سجل إبراهيم المعلم هدفه الوحيد.

### التاريخ المبكر
ولدت معظم الأندية على أساس الطائفية مثل نادي الحكمة كونه نادٍ مسيحي ونادي الأنصار الذي يشتمل على قاعدة جماهيرية سنية، وفي عام 1945 تأسس نادي نجمة ضد اتجاه جميع الأندية اللبنانية الأخرى: حيث لم يكن نيته الفصل بين المجتمعات بل جمع لاعبين من جميع الأديان، وقد نشأ تنافس بين النجمة ونادي آخر في بيروت هو أنصار على أساس ثلاثة عوامل: وسط المدينة ضد الأطراف، والعرب ضد القوميين اللبنانيين، والشيعة ضد السنة، وبين الأربعينات والستينات كانت النوادي الأرمنية مثل نادي هومنتن وهومنمن أبرز النوادي في أوائل الساحة الكروية اللبنانية، حيث شارك الناديان بإحدى عشر لقبًا في 16 موسمًا بين عامي 1943 و1969، وخلال سبعينيات القرن الماضي كانت كرة القدم اللبنانية في ذروتها حيث نجح نادي النجمة في الفوز على أرارات يريفان بطل الدوري السوفيتي في عام 1974، وفي عام 1975 قبل أسبوع واحد من الحرب الأهلية اللبنانية لعب اللاعب البرازيلي بيليه مباراة ودية مع نجمة ضد فريق من نجوم الدوري اللبناني الممتاز لكرة القدم وسجل هدفين لم يتم تضمينهما في رصيده الرسمي، وفي يوم اللعبة كان هناك 40,000 متفرجًا في الملعب من الصباح الباكر لمشاهدة المباراة، ومنذ عام 1975 حتى 1990 جعلت الحرب الأهلية من المستحيل ممارسة كرة القدم، لكن من عام 1988 إلى عام 1999 حقق أنصار رقمًا قياسيًا في موسوعة غينيس العالمية بفوزه ب 11 بطولة وطنية متتالية.

### الألفية الجديدة
استضافت لبنان كأس آسيا 2000 لكرة القدم، حيث احتل الفريق الوطني المركز الأخير في المجموعة برصيد نقطتين فقط، ومنذ عام 2000 كان نادي النجمة هو القوة المهيمنة في لبنان وفاز بخمسة ألقاب من أصل تسعة ألقاب في الدوري حتى عام 2009، وخلال عام 2010 فاز نادي العهد -الذي فاز بلقب الدوري مرة واحدة فقط- بستة ألقاب في الدوري بعد فوزه في دوري كرة القدم اللبناني 1919-2018، أصبح العهد بطل الدفاع ثلاث مرات وهو إنجاز لم يتم تحقيقه سوى مرة واحدة أخرى من قبل نادي الأنصار في عام 1992، وفي عام 2018 تأهل المنتخب الوطني لأول بطولة كبرى على الإطلاق: كأس آسيا 2019 حيث فاز بأول مباراة في البطولة في 17 يناير 2019 ضد منتخب كوريا الشمالية 4-0 في مرحلة المجموعات، ومع ذلك فقد أضاع بفارق ضئيل مرحلة خروج المغلوب على قاعدة اللعب النظيف.

## المسابقات الوطنية

### الدوري
| مستوى | الانقسامات                                                       | الانقسامات                                                                   | الانقسامات                                                                   | الانقسامات                                                                   | الانقسامات                                                                   | الانقسامات                                                                   | الانقسامات                                                                 |
| ----- | ---------------------------------------------------------------- | ---------------------------------------------------------------------------- | ---------------------------------------------------------------------------- | ---------------------------------------------------------------------------- | ---------------------------------------------------------------------------- | ---------------------------------------------------------------------------- | -------------------------------------------------------------------------- |
| 1     | دوري كرة القدم اللبناني ( قسم وطني واحد، 12 نادي )               | دوري كرة القدم اللبناني ( قسم وطني واحد، 12 نادي )                           | دوري كرة القدم اللبناني ( قسم وطني واحد، 12 نادي )                           | دوري كرة القدم اللبناني ( قسم وطني واحد، 12 نادي )                           | دوري كرة القدم اللبناني ( قسم وطني واحد، 12 نادي )                           | دوري كرة القدم اللبناني ( قسم وطني واحد، 12 نادي )                           | دوري كرة القدم اللبناني ( قسم وطني واحد، 12 نادي )                         |
| 2     | الدوري اللبناني - الدرجة الثانية ( قسم وطني واحد، 12 نادي )      | الدوري اللبناني - الدرجة الثانية ( قسم وطني واحد، 12 نادي )                  | الدوري اللبناني - الدرجة الثانية ( قسم وطني واحد، 12 نادي )                  | الدوري اللبناني - الدرجة الثانية ( قسم وطني واحد، 12 نادي )                  | الدوري اللبناني - الدرجة الثانية ( قسم وطني واحد، 12 نادي )                  | الدوري اللبناني - الدرجة الثانية ( قسم وطني واحد، 12 نادي )                  | الدوري اللبناني - الدرجة الثانية ( قسم وطني واحد، 12 نادي )                |
| 3     | الدوري اللبناني - الدرجة الثالثة (3 مجموعات، 8 أندية كل مجموعة)  | الدوري اللبناني - الدرجة الثالثة (3 مجموعات، 8 أندية كل مجموعة)              | الدوري اللبناني - الدرجة الثالثة (3 مجموعات، 8 أندية كل مجموعة)              | الدوري اللبناني - الدرجة الثالثة (3 مجموعات، 8 أندية كل مجموعة)              | الدوري اللبناني - الدرجة الثالثة (3 مجموعات، 8 أندية كل مجموعة)              | الدوري اللبناني - الدرجة الثالثة (3 مجموعات، 8 أندية كل مجموعة)              | الدوري اللبناني - الدرجة الثالثة (3 مجموعات، 8 أندية كل مجموعة)            |
| 4     | الدوري اللبناني - الدرجة الرابعة ( مجموعة واحدة، 7 أندية )       | الدوري اللبناني - الدرجة الرابعة شمالًا ( 3 مجموعات، 8 - 9 أندية لكل مجموعة ) | الدوري اللبناني - الدرجة الرابعة شمالًا ( 3 مجموعات، 8 - 9 أندية لكل مجموعة ) | الدوري اللبناني - الدرجة الرابعة جنوبًا ( 3 مجموعات، 8 - 9 أندية لكل مجموعة ) | الدوري اللبناني - الدرجة الرابعة جبل لبنان ( 4 مجموعات، 9 أندية لكل مجموعة ) | الدوري اللبناني - الدرجة الرابعة جبل لبنان ( 4 مجموعات، 9 أندية لكل مجموعة ) | الدوري اللبناني - الدرجة الرابعة البقاع ( مجموعتان، 8-9 أندية لكل مجموعة ) |
| 5     | الدوري اللبناني - الدرجة الخامسة بيروت ( مجموعة واحدة، 6 أندية ) | الدوري اللبناني - الدرجة الخامسة بيروت ( مجموعة واحدة، 6 أندية )             | الدوري اللبناني - الدرجة الخامسة شمالًا ( مجموعة واحدة، 5 أندية )             | الدوري اللبناني - الدرجة الخامسة شمالًا ( مجموعة واحدة، 5 أندية )             | الدوري اللبناني - الدرجة الخامسة شمالًا ( مجموعة واحدة، 5 أندية )             | الدوري اللبناني - الدرجة الخامسة جنوبًا ( مجموعتان، 6 أندية لكل مجموعة )      | الدوري اللبناني - الدرجة الخامسة جنوبًا ( مجموعتان، 6 أندية لكل مجموعة )    |

### الكأس
- كأس الاتحاد اللبناني
- كأس السوبر اللبناني
- كأس النخبة اللبنانية
- كأس التحدي اللبناني

## الفريق الوطني
يرأس الفريق الوطني اللبناني لكرة القدم حسن معتوق، وقد استضافت لبنان كأس آسيا 2000 لكرة القدم وتم استبعادها من مرحلة المجموعات، كما شاركت في كأس آسيا 2019 لكرة القدم وفازت في أول مباراة لها في المسابقة في 17 يناير 2019 ضد منتخب كوريا الشمالية، ومع ذلك فقد غابت بفارق ضئيل على مراحل خروج المغلوب بواسطة قاعدة اللعب النظيف.
كما يتنافس منتخب لبنان لكرة القدم للسيدات ومنتخب لبنان تحت 23 سنة للكرة القدم ومنتخب لبنان تحت 20 سنة لكرة القدم ومنتخب لبنان تحت 17 سنة لكرة القدم ومنتخب لبنان لكرة الصالات.

## كرة القدم النسائية في لبنان
كرة القدم النسائية في لبنان ليست شائعة؛ حيث لعبت بشكل رئيسي في المناطق الغنية في البلاد، ويوجد وصمة عار كبيرة مرتبطة بالإناث اللائي يمارسن كرة القدم.
تأسس الدوري اللبناني لكرة القدم للسيدات عام 2008 وحصلت سيدات نادي الصداقة الرياضي على اللقب الأول.

## طالع أيضًا
- الرياضة في لبنان
- قائمة أندية كرة القدم في لبنان
- قائمة أفضل هدافي الدوري اللبناني لكرة القدم حسب الموسم

## روابط خارجية
- لبنان في موقع كأس العالم لكرة القدم
- لبنان في موقع الاتحاد الآسيوي